# Ginkgo yimaensis
Ginkgo yimaensis és una espècie extinta de planta del gènere Ginkgo que visqué durant el Juràssic mitjà en allò que avui en dia és la província xinesa de Henan. Se n'han trobat restes fòssils a la formació de Yima. És força semblant al seu únic parent vivent, G. biloba. Les llavors tenien una llargada de 10–15 mm i una amplada de 8–12 mm. Els pedicels tenien una llargada de 15–16 mm.